# Koporeč
Koporeč (německy Kopertsch) je malá vesnice, část obce Lišnice v okrese Most v Ústeckém kraji. Nachází se v nadmořské výšce 269 metrů, asi sedm kilometrů jižně od centra města Mostu. Osadou prochází silnice III. třídy č. 25113 z Lišnice do Moravěvsi.

## Název
Název vesnice zněl původně Koprč a vznikl z osobního jména Koprka ve významu Koprkův dvůr. V historických pramenech se jméno vesnice objevuje ve tvarech: de Copertecz (1350), de koporcze (1450), Koprcz (1456), v Koporci (1495), „ve vsi Koporczy“ (1507), v Koprči (1520), w Koporczi (1542), na Kuporci (1568), na Koporci (1603), tvrz Koporecż (též Koporecž, 1613), Kopercž (1787) a Kopertsch naebo Koperč (1846).

## Historie
První písemná zmínka o vsi pochází z roku 1350, ale je možné, že se tato zpráva vztahuje k vesnici Kopeč na Mělnicku. Pokud se zpráva týká Koporče, byl tehdejším majitelem vesnice Jindřich z Koporče, syn Bartolomějův. O sto let později, roku 1450 se o ves dělili Kunat a Jan z Koporče s klášter křižovníků v Mostě, který byl založen pražským zderazským klášterem.
Panským sídlem ve vesnici byla tvrz, poprvé připomínaná v roce 1516, kdy ji s přísloušející částí vsi a dvorem vlastnil Bartoloměj Křen z Velebudic. Statek po něm převzal syn Filip Křen († 1564). V roce 1559 získal právo těžit kamenečnou břidlici potřebnou k výrobě kamence a vystavět kamencovou huť. Po jeho smrti v roce 1564 převzal ves i důl Filipův synovec Zikmund Křen z Velebudic a po jeho smrti 20. března 1568 vdova Dorota z Reicenštejna (Reichenstein/Kašperské Hory). Okolo roku 1580 byl u vesnice v provozu jiný kamencový důl Svatý Urban.
Dorota kamencovou huť pronajala Janu Weidlichovi, měšťanovi z Mostu, který podnik zmodernizoval, a podle císařského privilegia z roku 1613 v něm začal využívat k vytápění pecí hnědé uhlí. Kromě výroby kamence se v huti produkovalo také pálené vápno a síra. Při zpracování se využívala moč nakupovaná od vrchnosti okolních vesnic. V roce 1621 byla huť během pobělohorských konfiskací Weidlichovi zabavena a v následujících letech se v ní vystřídala řada majitelů. Nakonec si ji roku 1630 pronajalo město Most na dobu třiceti let. Během třicetileté války huť zpustla. Městu se ji podařilo částečně obnovit, ale v roce 1690 byla huť uzavřena pro nedostatek dřeva – uhlí tedy Weidlichovi pokračovatelé nepoužívali, přestože výrobu výrazně zlevňovalo.
Po smrti prvního manžela se Dorota provdala za Oldřicha Kostomlatského z Vřesovic († 1584). Koporečský statek roku přenechala synovi Janu Zikmundu Křenovi, který byl 1589 zavražděn ve Voděradech. Koporeč tak přešla zpět na Dorotu, která poté statek vlastnila až do své smrti v roce 1605. Musela však nejprve vyhrát soudní při se Zuzanou Křenovou z Křenova, vnučkou Matyáše Křena z Křenova, bratra Filipa Křena z Velebudic.
Novým majitelem vesnice se v roce 1605 stal Jan Prog z Velnic. Před rokem 1613 získal celý majetek Štěpán Jiří ze Šternberka, který jej připojil ke svému postoloprtskému panství, u kterého Koporeč zůstala až do zrušení patrimoniální správy. Po roce 1850 se Koporeč stala osadou obce Havraň a od roku 1905 je osadou obce Lišnice.

## Přírodní poměry
Koporeč stojí v katastrálním území Lišnice na severním okraji Blažimské plošiny, která je součástí geomorfologického podcelku Žatecká pánev v Mostecké pánvi. Nachází se na severně orientovaném svahu v nadmořské výšce 260–290 metrů.
V rámci Quittovy klasifikace podnebí okolí vsi leží v teplé oblasti T2, pro kterou jsou typické průměrné teploty −2 až −3 °C v lednu a 18–19 °C v červenci. Roční úhrn srážek dosahuje 550–700 milimetrů, počet letních dnů je 50–60, počet mrazových dnů se pohybuje mezi 100–110 a sněhová pokrývka zde leží 40–50 dnů v roce.

## Obyvatelstvo
Při sčítání lidu v roce 1921 ve vsi žilo 279 obyvatel (z toho 125 mužů), z nichž bylo 56 Čechoslováků, 222 Němců a jeden cizinec. Většina se hlásila k římskokatolické církvi, ale sedm lidí bylo evangelíky, jedenáct patřilo k církvi československé a 22 jich bylo bez vyznání. Podle sčítání lidu z roku 1930 měla vesnice 276 obyvatel: 28 Čechoslováků a 248 Němců. Kromě sedmi lidí bez vyznání byli římskými katolíky.
|                                                                  | 1869 | 1880 | 1890 | 1900 | 1910 | 1921 | 1930 | 1950 | 1961 | 1970 | 1980 | 1991 | 2001 | 2011 | 2021 |
| ---------------------------------------------------------------- | ---- | ---- | ---- | ---- | ---- | ---- | ---- | ---- | ---- | ---- | ---- | ---- | ---- | ---- | ---- |
| Obyvatelé                                                        | 208  | 279  | 306  | 307  | 275  | 279  | 276  | 156  | 142  | 94   | 43   | 23   | 33   | 36   | 38   |
| Domy                                                             | 36   | 36   | 41   | 40   | 39   | 38   | 52   | 44   | —    | 24   | 12   | 23   | 24   | 24   | 25   |
| Počet domů z roku 1961 je zahrnut v domech místní části Lišnice. |      |      |      |      |      |      |      |      |      |      |      |      |      |      |      |

## Obecní správa
Při sčítání lidu v letech 1869–1890 Koporeč byl osadou obce Havraň v okrese Most. Od roku 1900 jsou částí obce Líšnice v okrese Most.

## Pamětihodnosti
- Zdejší sedlák Václav Gallin v 18. století vyšlechtil druh hrušně, lidově zvanou koprčka. V roce 1936 byl tomuto šlechtiteli odhalen v Koporči pomník.
- Ve vsi se nacházela kaple, která byla kdysi částečně zbořena a přestavěna na garáž. V roce 1999 obec prodala přestavěné torzo kaple i s pozemkem do soukromého vlastnictví.[18]

## Galerie

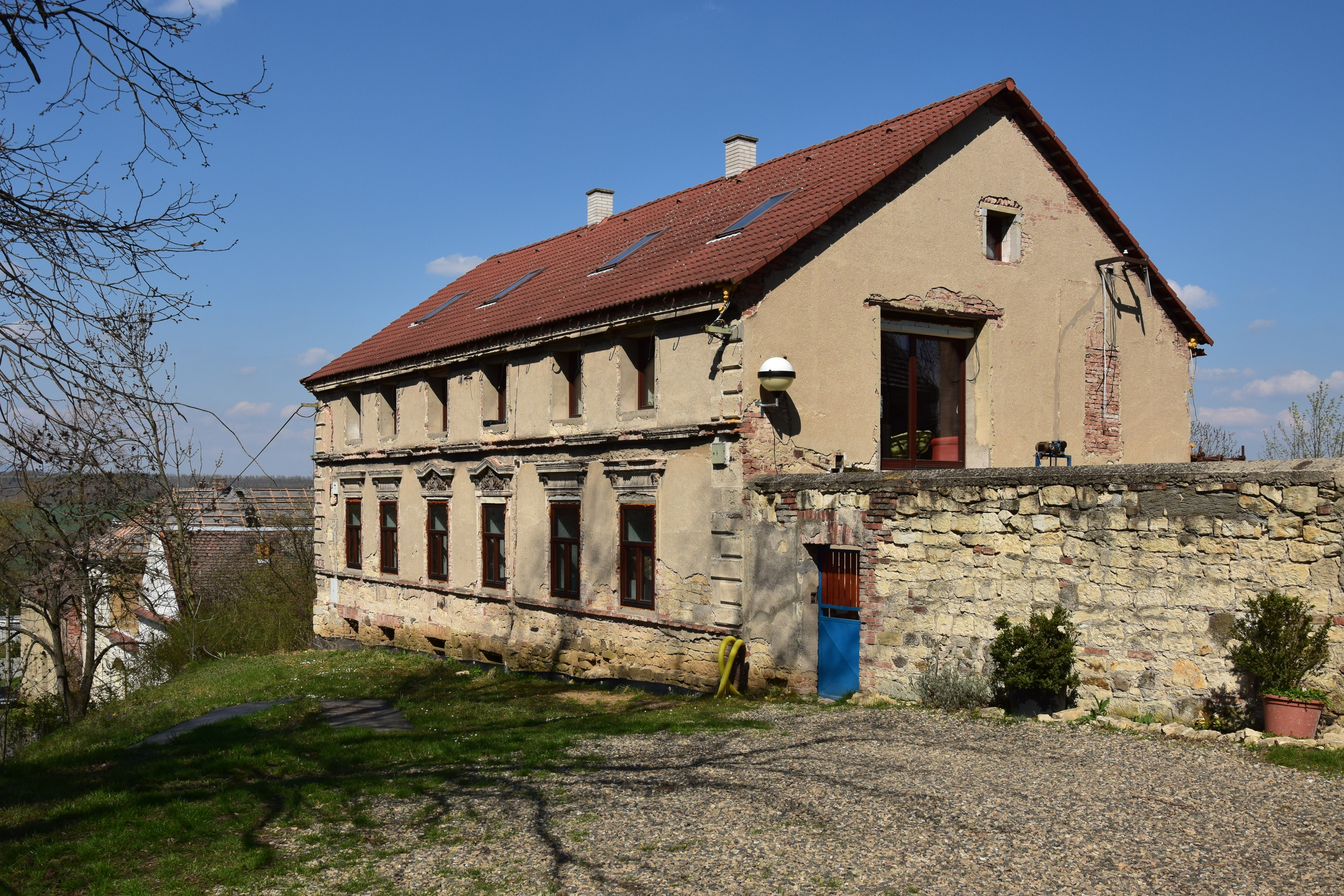
Usedlost čp. 12
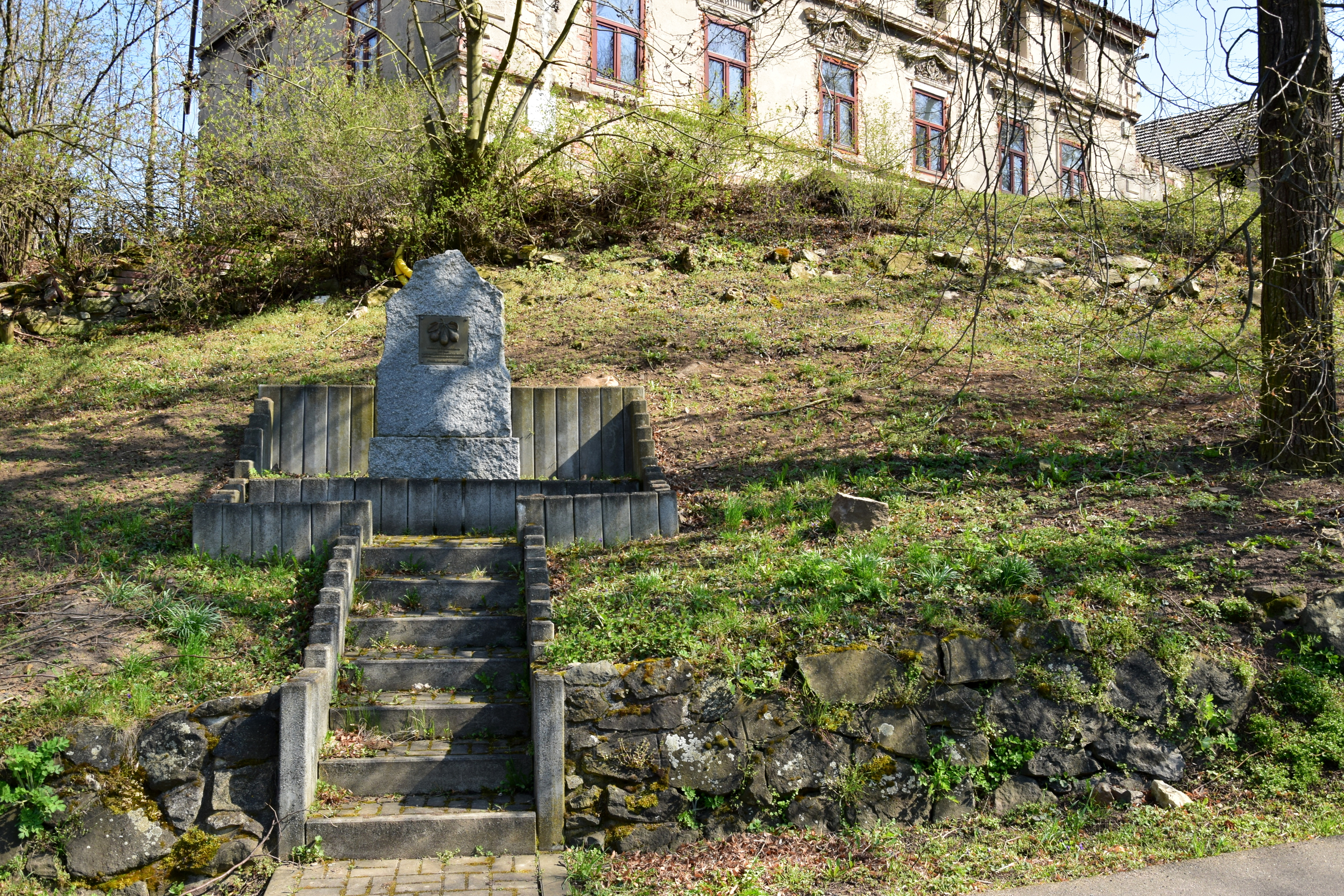
Pomník Wenzelu Gallinovi
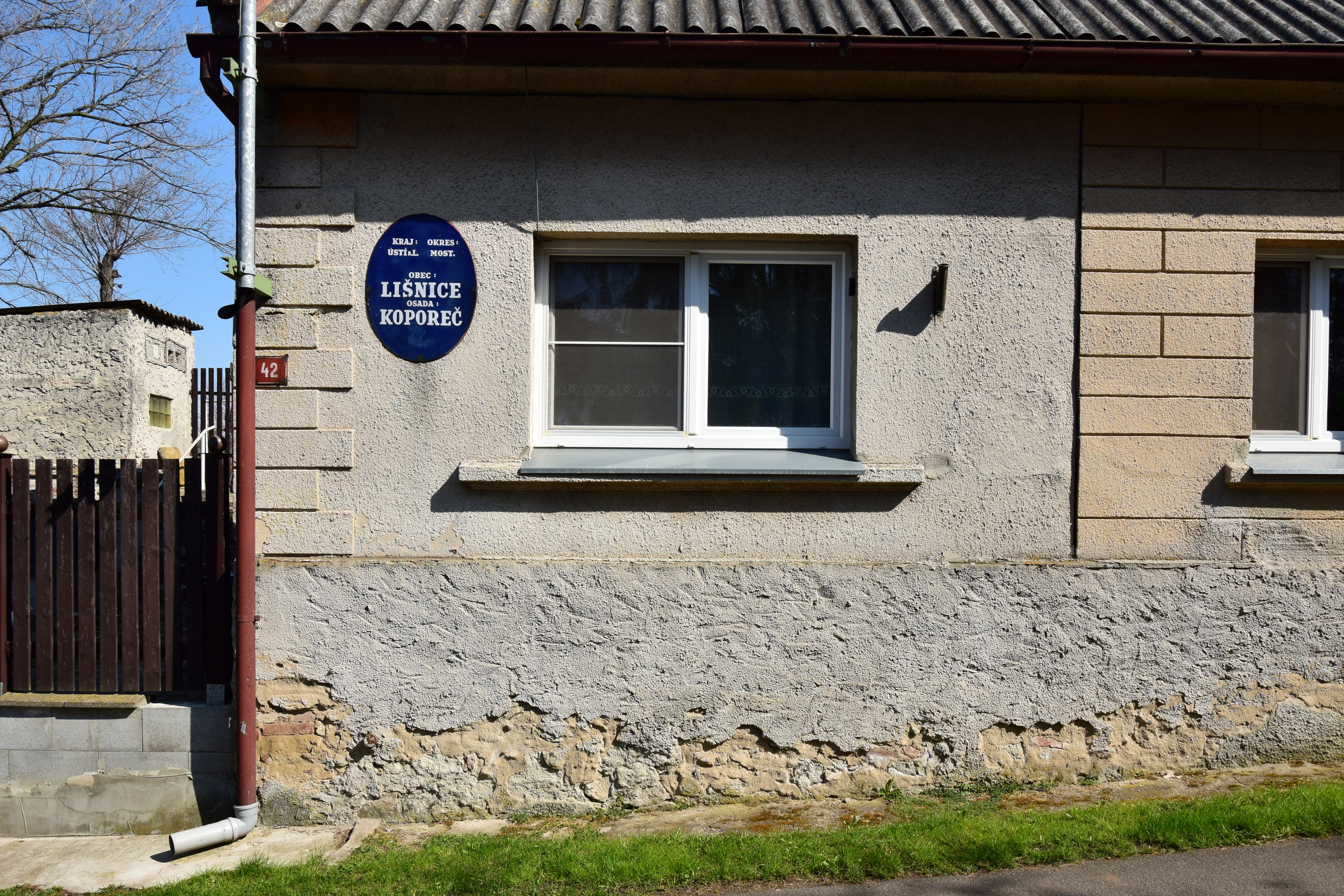
Stará osadní cedule
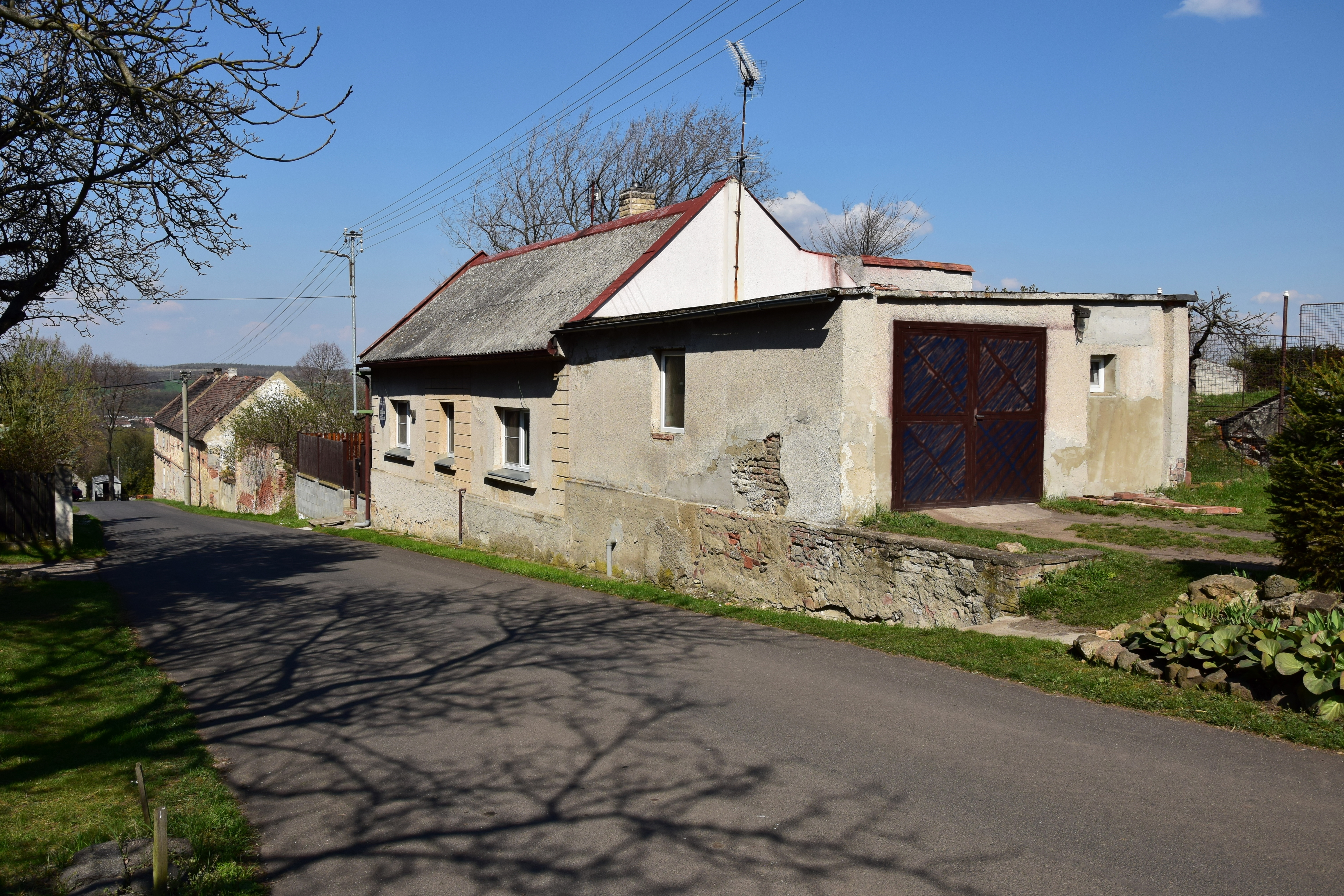
Vjezd do vesnice od jihu